# بوبس منساه بونسو
بوبس منساه بونسو (بالإنجليزية: Pops Mensah-Bonsu)‏ مواليد 7 سبتمبر 1983 في توتنهام، هو لاعب كرة سلة بريطاني سابق بدأ مسيرته الاحترافية في سنة 2006. يبلغ طوله 6 قدم 9 بوصة (2.1 م). مثّل منتخب بلاده. شارك في مسابقة كرة السلة في الألعاب الأولمبية الصيفية. اعتزل اللعب في 2015.

## فرق لعب لها
- دالاس مافيريكس
- جوفينتوت بادالونا
- سان أنطونيو سبرز
- تورونتو رابتورز
- هيوستن روكتس

## إحصائيات المسيرة

### الرابطة الوطنية لكرة السلة

#### الموسم الاعتيادي
| السنة   | الفريق               | لعب | بدأ | دقيقة | ميداني% | ثلاثية | حرة  | ارتداد | صنع | استلاب | تصدي | نقطة |
| ------- | -------------------- | --- | --- | ----- | ------- | ------ | ---- | ------ | --- | ------ | ---- | ---- |
| 2006–07 | دالاس مافيريكس       | 12  | 0   | 5.9   | .647    | .000   | .389 | 1.8    | .0  | .1     | .0   | 2.4  |
| 2008–09 | سان أنطونيو سبرز     | 3   | 0   | 6.7   | .714    | .000   | .714 | 3.3    | .0  | .3     | .3   | 5.0  |
| 2008–09 | تورونتو رابتورز      | 19  | 0   | 13.8  | .354    | .000   | .683 | 5.4    | .3  | .4     | .2   | 5.1  |
| 2009–10 | هيوستن روكتس         | 4   | 0   | 3.3   | .250    | .000   | .500 | 1.0    | .3  | .3     | .3   | 1.3  |
| 2009–10 | تورونتو رابتورز      | 16  | 0   | 6.7   | .414    | .000   | .556 | 1.9    | .1  | .2     | .5   | 2.1  |
| 2010–11 | نيو أورلينز بيليكانز | 7   | 0   | 5.0   | .333    | .000   | .000 | 1.6    | .3  | .0     | .0   | .3   |
| المسيرة |                      | 61  | 0   | 8.3   | .410    | .000   | .589 | 3.0    | .2  | .2     | .2   | 3.0  |

## روابط خارجية
- بوبس منساه بونسو على موقع الاتحاد الدولي لكرة السلة (الإنجليزية)
- بوبس منساه بونسو على موقع الدوري الأوروبي لكرة السلة (الإنجليزية)
- بوبس منساه بونسو على موقع إن بي أي (الإنجليزية)
- بوبس منساه بونسو على موقع سبورتس رفرنس (الإنجليزية)
- بوبس منساه بونسو على موقع الدوري الإسباني لكرة السلة (الإسبانية)
- بوبس منساه بونسو على موقع كرة السلة الأوروبية.كوم (الإنجليزية)
- بوبس منساه بونسو على موقع DraftExpress.com (الإنجليزية)
- بوبس منساه بونسو على موقع كلية كرة السلة في سبورتس رفرنس.كوم (الإنجليزية)
- بوبس منساه بونسو على موقع ريلجم (الإنجليزية)
- بوبس منساه بونسو على موقع بروبوليرز (الإنجليزية)